# Castell Coch
Castell Coch ist eine Burg in Wales. Die als Kulturdenkmal der Kategorie Grade I klassifizierte und als Scheduled Monument geschützte Anlage liegt an einem bewaldeten Berghang im Tal des River Taff nördlich von Tongwynlais, etwa 9 km nordwestlich von Cardiff. Der walisische Name bedeutet übersetzt Rote Burg.

## Geschichte

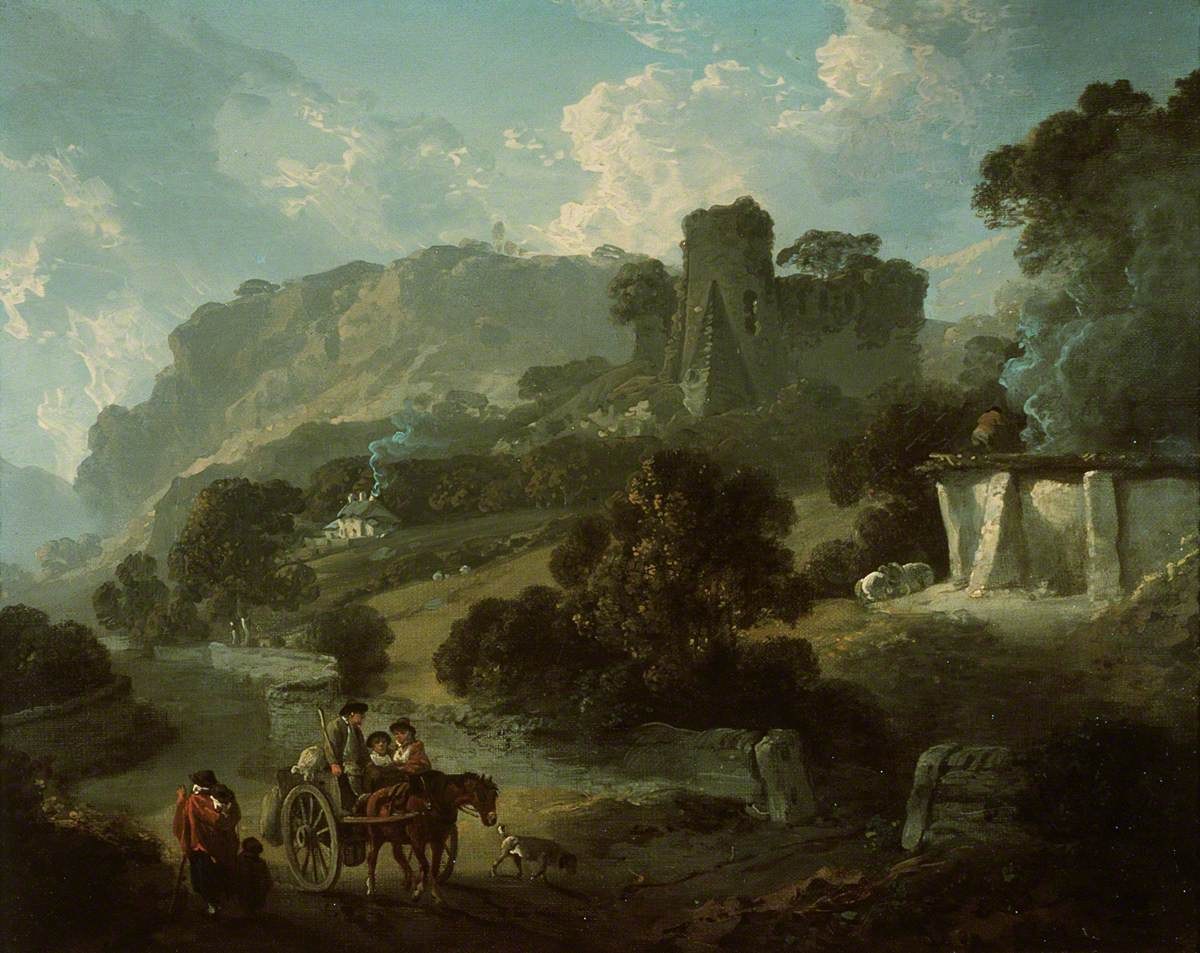
Castell Coch auf einem Gemälde von Julius Ibbetson, 1808

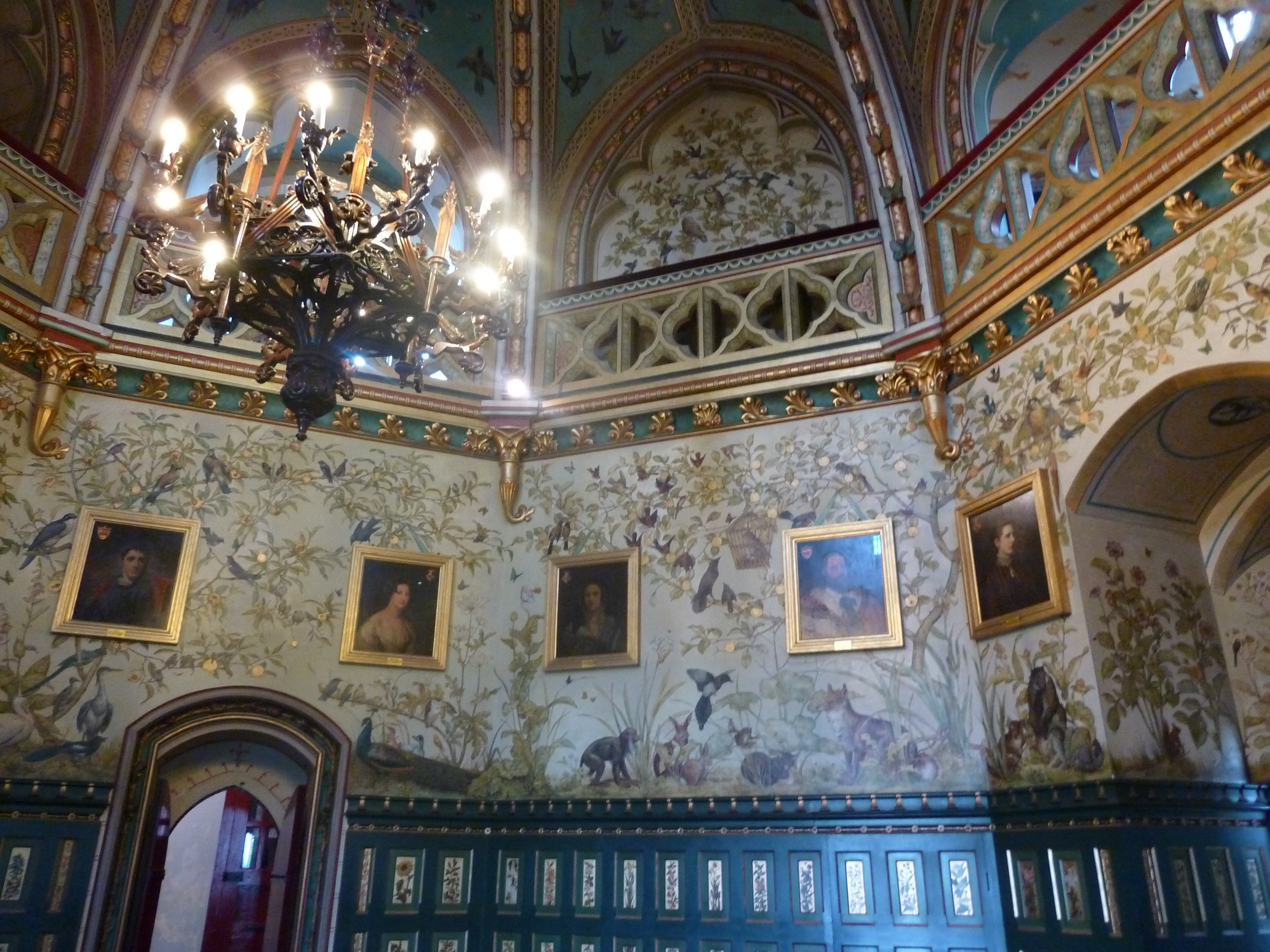
Drawing Room im Keep

Vermutlich errichten die normannischen Eroberer gegen Ende des 11. Jahrhunderts während der Eroberung von Gwent eine Motte an der Stelle der Burg, die aber bereits wenig später aufgegeben wurde, als das Gebiet als Senghenydd wieder unter walisische Herrschaft geriet. Der Legende nach soll der walisische Fürst Ifor Bach eine erste Burg gebaut haben, doch ist diese These ebenso ungesichert wie die Vermutung, dass Ifors Nachfahre Gruffudd ap Rhys um 1250 mit dem Bau der Burg begonnen hat. Vermutlich wurde die Burg von Gilbert de Clare, Lord of Glamorgan errichtet, nachdem er 1267 Senghenydd besetzt und Gruffudd ap Rhys entmachtet hatte. Zuerst wurde die Ringmauer errichtet, die durch zwei Rundtürme verstärkt wurde. Kurz darauf wurde die Ringmauer erhöht und verstärkt, dazu wurde die Burg durch den Bau des südöstlichen Turms und des Torhauses verstärkt. Nach de Clares Tod 1295 fiel die Burg an seine Witwe und schließlich nach dessen Volljährigkeit an seinen Sohn Gilbert. Vermutlich wurde die Burg kurz nach dessen Tod in der Schlacht von Bannockburn 1314 von walisischen Aufständischen durch Unterminierung der Mauern erobert und zerstört, denn im Gegensatz zu den anderen Burgen der Region wird Castell Coch weder während der Rebellion von Llywelyn Bren 1316 noch beim Aufstand der Barone gegen Hugh le Despenser 1321 erwähnt. Die Burg wurde nicht wieder aufgebaut und verfiel völlig, so dass im 19. Jahrhundert nur noch der südwestliche Turm und die Ringmauer nennenswert erhalten waren.

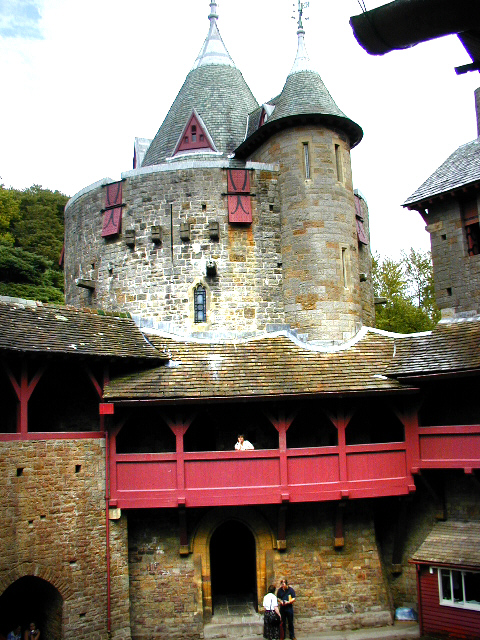
Innenhof

Nachdem 1850 und von 1870 bis 1871 archäologische Untersuchungen der Ruine stattgefunden hatten, ließ der 3. Marquess of Bute ab 1875 die Burg im historisierenden Stil auf den alten Grundmauern wieder aufbauen. Die Burg war jedoch nie als Wohnsitz gedacht, sondern sollte als Sommerhaus und privater Rückzugsort neben dem Hauptwohnsitz Cardiff Castle dienen. Der Architekt William Burges errichtete die Burg äußerlich im Stil einer Burg des 13. Jahrhunderts, auch wenn die Kegeldächer und die unterschiedlich hohen Türme eher an eine Burg am Mittelrhein oder im Loire-Tal als an eine walisische Burg erinnern. Der äußere Wiederaufbau war 1879 abgeschlossen, doch als Burges 1881 starb, hatte er für den Innenausbau erst Entwürfe erarbeitet. Der weitere Ausbau in einem teils überaus prächtigen neugotischen Stil zog sich unter Leitung von William Frame und J. S. Chapple noch bis 1891 hin. Nach ihrer Vollendung soll der Bauherr seine Burg jedoch nie mehr besucht haben, und auch nach seinem Tod 1900 wurde die Burg nur wenig und unregelmäßig von seiner Familie genutzt. 1950 übergab der 5. Marquess of Bute die Burg dem Staat, heute wird sie von Cadw verwaltet und kann besichtigt werden.

## Anlage
Die Burg liegt am steilen Osthang des Tals des River Taff und kontrollierte eine wichtige Straße von Cardiff ins nördlich gelegene Bergland. Von einer möglicherweise vorhandenen Vorburg sind keine Reste erhalten, die Kernburg hat einen fast runden Grundriss und wird vom weiter ansteigenden Gelände durch einen tiefen trockenen Graben abgetrennt. Trotz ihrer geringen Größe war die Burg mit ihren drei Rundtürmen und der starken Ringmauer sehr wehrhaft. Die mittelalterliche Burg war aus rotem Sandstein errichtet, dem sie auch ihren Namen verdankt. Beim Wiederaufbau im 19. Jahrhundert wurde dagegen hellerer Kalkstein verwendet, so dass deutlich zwischen den Resten der mittelalterlichen Mauern und der Rekonstruktion des 19. Jahrhunderts unterschieden werden kann. 1972 wurden die mit roten Dachpfannen gedeckten Dächer durch grau-grünen Schiefer ersetzt.
Der Zugang zur Burg erfolgt von Osten über eine Brücke durch das kleine Torhaus, das mit Zugbrücke und Fallgatter stark befestigt war und zwischen dem südöstlichen und dem nordöstlichen Turm liegt. Der kleine Burghof wird im Norden und Westen von der Ringmauer umschlossen, die zwei Reihen Bogenschießscharten und einen überdachten hölzernen Wehrgang besitzt. Die drei Türme wurden im 19. Jahrhundert in unterschiedlicher Höhe wieder errichtet und dienen unterschiedlichen Zwecken. Der nordöstliche, Welltower genannte Turm besitzt im Erdgeschoss einen Kerker. Der südöstliche Turm ist der höchste der drei Türme und enthält als Keep die Privaträume des Burgherrn. Der südwestliche Turm enthält die funktionale Küche aus dem 19. Jahrhundert, zwischen den beiden südlichen Türmen befindet sich der zweigeschossige Palas. Alle Türme und der Palas besitzen zum Hof hin hölzerne Galerien, die auch als Zugang zu den oberen Geschossen dienen.
Da die Burg nach den Plänen von Burges nur als Sommerhaus dienen sollte, enthält es nur vier Wohnräume. Die Halle im Erdgeschoss des Palas enthält heute eine Ausstellung zur Geschichte der Burg, im Obergeschoss befindet sich der Speisesaal mit einem prächtigen hölzernen Gewölbe. Das im Keep liegende angrenzende Wohnzimmer und das sich darüber befindliche Schlafzimmer von Lady Bute sind mit prächtigen verzierten Deckengewölben, Wandmalereien, kostbaren Möbeln und einer übertriebenen Ausstattung eingerichtet. Das über dem Torhaus gelegene Schlafzimmer von Lord Bute ist dagegen bewusst schlicht dekoriert.

## Umgebung der Burg
In direkter Umgebung der Burg liegt eine 17 ha große Site of Special Scientific Interest mit dichtem Buchenwald, roten Sandsteinfelsen aus dem Devon und helleren Kalksteinfelsen aus dem Karbon. Im 19. Jahrhundert hatte der Marquess of Bute unterhalb der Burg einen Weinberg anlegen lassen.